# Lý Thái Dũng
Lý Thái Dũng (sinh năm 1964) là nhà quay phim, đạo diễn hình ảnh Việt Nam. Ông từng giành 4 giải Quay phim xuất sắc tại các kỳ Liên hoan phim Việt Nam và 3 giải cùng hạng mục này tại các Giải Cánh diều.

## Tiểu sử
Lý Thái Dũng sinh ngày 14 tháng 2 năm 1964 tại Hà Nội, bố ông là đạo diễn điện ảnh Lý Thái Bảo (1929–1992). Thái Dũng và các anh chị em từng đi sơ tán ở xã Tân Hội, huyện Đan Phượng, tỉnh Hà Tây sau đó chuyển về sinh sống tại khu tập thể Kim Liên. Được tiếp xúc với các nghệ sĩ điện ảnh cùng với việc bố ông là một đạo diễn, Lý Thái Dũng cũng muốn trở thành đạo diễn điện ảnh nhưng theo lời khuyên của bố, ông đã theo học ngành quay phim.

## Sự nghiệp
Năm 1981, Lý Thái Dũng là sinh viên lớp quay phim khóa đầu tiên của trường Đại học Sân khấu Điện ảnh Hà Nội, ông tốt nghiệp năm 1986 cùng với Nguyễn Đức Việt, Vũ Đức Tùng, Vi Linh và  Vũ Quốc Tuấn. Bộ phim tốt nghiệp mà Thái Dũng thực hiện cũng được ghi hình tại cùng địa điểm nơi bố ông từng làm phim tốt nghiệp. Sau khi ra trường, ông nhận công tác tại Hãng phim Tài liệu và Khoa học Trung ương rồi Công ty Dịch vụ và hợp tác sản xuất phim – Secofilm. Năm 1991 và 1992, ông tham gia hai đoàn làm phim của Pháp và Úc khi họ thực hiện hai bộ phim điện ảnh về Việt Nam là Điện Biên Phủ và Cạm bẫy. Từ năm 1993, Lý Thái Dũng làm việc tại Hãng phim truyện Việt Nam; năm 1995, ông thực hiện bộ phim truyện đầu tay Sự huyền diệu của tình yêu. Bộ phim Dã tràng se cát Biển Đông của đạo diễn Nguyễn Khánh Dư được xem là thành công đầu tiên với Lý Thái Dũng khi bộ này giành được giải B của Hội Điện ảnh Việt Nam năm 1995. Năm 1998, ông Thực tập tại trường Đại học Điện ảnh La Femis – Pháp và trường Đại học Điện ảnh HFF – Postdam, Đức. Năm 2000, phim ngắn và cũng là đề án tốt nghiệp của Bùi Thạc Chuyên là Cuốc xe đêm do Lý Thái Dũng là quay phim chính, giành được giải 3 tại hạng mục Cinéfondation của Liên hoan phim Cannes. Ngay sau đó, Lý Thái Dũng có được giải Quay phim xuất sắc đầu tiên trong sự nghiệp với bộ phim Thung lũng hoang vắng tại Liên hoan phim Việt Nam lần thứ 13. Ông tiếp tục giành được giải Kỹ thuật xuất sắc tại Liên hoan phim Việt Nam lần thứ 14 với phim Hàng xóm, và có được giải Quay phim xuất sắc thứ hai tại Liên hoan phim Việt Nam lần thứ 15 với Vũ điệu tử thần.
Tốt nghiệp khóa học ngắn về làm phim Kỹ thuật số tại Đại học Nam California năm 2004. Lý Thái Dũng là nhà quay phim Việt Nam đầu tiên quay phim cho kênh National Geographic, với Chợ tình ở thung lũng mây. Năm 2008, Bùi Thạc Chuyên và Lý Thái Dũng tiếp tục hợp tác với bộ phim điện ảnh Chơi vơi, với bộ phim này Bùi Thạc Chuyên nhận được giải Đạo diễn xuất sắc còn Lý Thái Dũng nhận được giải Quay phim xuất sắc tại Liên hoan phim Việt Nam lần thứ 16. Lý Thái Dũng cũng giành thêm giải Quay phim xuất sắc tại Giải Cánh diều 2009 cùng với đề Đạo diễn hình ảnh xuất sắc tại The 4 Asian Film Awards tại Hồng Kông năm 2010. Năm 2010, Lý Thái Dũng làm Phó đạo diễn bộ phim Cánh đồng bất tận do Nguyễn Phan Quang Bình đạo diễn chính, bộ phim thu hái được một số giải thưởng trong nước.
Năm 2013, ông là thành viên Ban Giám khảo Liên hoan phim Việt toàn cầu San Francisco. Năm 2016, Lý Thái Dũng bỏ cương vị Phó Giám đốc Hãng phim truyện Việt Nam về làm giảng viên tại trường Đại học Sân khấu - Điện ảnh Hà Nội. Trước đấy, ông đã có kinh nghiệm giảng dạy hơn 20 năm. Ông hiện tại là Phó Trưởng khoa Nghệ thuật Điện ảnh của trường.
Năm 2016, Lý Thái Dũng tham gia quay hai bộ phim điện ảnh Đảo của dân ngụ cư và Cha cõng con. Năm 2017 với bộ phim Đảo của dân ngụ cư, Lý Thái Dũng giành giải Quay phim xuất sắc Liên hoan phim Việt Nam lần thứ 20 và Giải Cánh diều 2017, cùng giải Đạo diễn hình ảnh xuất sắc tại Liên hoan phim quốc tế ASEAN 2017. Dù không gặt hái được giải thưởng trong nước nhưng Cha cõng con đã giúp Lý Thái Dũng có được ba giải cho Quay phim xuất sắc tại Liên hoan phim quốc tế Barcelona Planet và Liên hoan phim quốc tế Arizona lần thứ 26, Liên hoan phim quốc tế Milano, Liên hoan phim độc lập Hoa Kỳ lần thứ 6.
Năm 2016, Lý Thái Dũng được Nhà nước phong tặng danh hiệu Nghệ sĩ nhân dân. Năm 2017, ông cùng hai đạo diễn hình ảnh Bob Nguyễn và K'Linh thành lập Sài Gòn Cinematographers, một hiệp hội dành riêng cho các nhà quay phim. Năm 2018, Lý Thái Dũng là thành viên Ban giám khảo hạng mục Phim ngắn tại Liên hoan phim quốc tế Hà Nội lần thứ 5. Tính đền năm 2022 này, ông đã thực hiện được 22 phim điện ảnh cùng hơn 300 tập phim tài liệu và phim truyền hình. Năm 2023, Lý Thái Dũng là thành viên Ban giám khảo Liên hoan Truyền hình toàn quốc lần thứ 41.

## Tác phẩm

### Videos
| Năm  | Tác phẩm       | Hình thức | Chú thích   |
| ---- | -------------- | --------- | ----------- |
| 2000 | Cuốc xe đêm    | Phim ngắn | [ 4 ] [ 9 ] |
| 2002 | Mưa mùa hạ     | Phim ngắn |             |
| 2004 | Đêm cuối       | MV        | [ 26 ]      |
| 2018 | Chàng vinh quy | MV        | [ 27 ]      |

### Phim
| Năm  | Tác phẩm                        | Hình thức     | Vai trò           | Đồng quay phim               | Chú thích     |
| ---- | ------------------------------- | ------------- | ----------------- | ---------------------------- | ------------- |
| 1985 | Việt Nam - Hồ Chí Minh          | Phim tài liệu | Quay phim         | Lưu Hà, Lê Mạnh Thích        | [ 28 ]        |
| 1995 | Dã tràng se cát Biển Đông       | Điện ảnh      |                   |                              | [ 3 ] [ 8 ]   |
| 1996 | Giải hạn                        | Điện ảnh      |                   |                              | [ 12 ]        |
| 1996 | Cha tôi và hai người đàn bà     | Phim video    | Quay phim         |                              |               |
| 1997 | Ngã ba Đồng Lộc                 |               |                   | Nguyễn Hữu Tuấn              | [ 9 ]         |
| 2001 | Không phải chuyện đùa           | Truyền hình   |                   |                              |               |
| 2001 | Tết này ai đến xông nhà         | Điện ảnh      |                   |                              | [ 9 ]         |
| 2001 | Thung lũng hoang vắng           | Điện ảnh      |                   |                              | [ 9 ]         |
| 2002 | Vũ khúc con cò                  | Điện ảnh      | Chỉ đạo tổ quay 2 |                              |               |
| 2004 | Hàng xóm                        | Điện ảnh      |                   |                              | [ 9 ]         |
|      | Chợ tình ở thung lũng mây       | Phim tài liệu |                   |                              | [ 9 ]         |
| 2006 | Đi trong giấc ngủ               | Điện ảnh      |                   |                              | [ 9 ]         |
| 2007 | Vũ điệu tử thần                 | Điện ảnh      |                   |                              | [ 9 ]         |
| 2007 | Linh Lan trắng                  | Truyền hình   |                   |                              | [ 29 ]        |
| 2009 | 40 năm thực hiện di chúc Bác Hồ | Phim tài liệu |                   |                              | [ 9 ]         |
| 2009 | Đừng đốt                        | Điện ảnh      | Quay phim         | Vũ Đức Tùng, Richard Connors | [ 9 ]         |
| 2010 | Cánh đồng bất tận               | Điện ảnh      | Trợ lý đạo diễn   |                              | [ 16 ]        |
| 2011 | Tâm hồn mẹ                      | Điện ảnh      | Đạo diễn hình ảnh |                              | [ 3 ]         |
| 2012 | Lời nguyền huyết ngải           | Điện ảnh      | Quay phim         |                              |               |
| 2012 | Đam mê                          | Điện ảnh      | Quay phim         |                              |               |
| 2013 | Những người viết huyền thoại    | Điện ảnh      | Quay phim         |                              |               |
| 2013 | 5S Online                       | Sitcom        | Quay phim         |                              | [ 30 ]        |
| 2014 | Đường lên Điện Biên             | Truyền hình   | Quay phim         |                              | [ 3 ]         |
| 2014 | Sống cùng lịch sử               | Điện ảnh      | Quay phim         |                              |               |
| 2017 | Đảo của dân ngụ cư              | Điện ảnh      | Quay phim         |                              |               |
| 2017 | Cha cõng con                    | Điện ảnh      | Quay phim         |                              |               |
| 2019 | Lính chiến                      | Điện ảnh      | Quay phim         |                              |               |
| 2025 | Mưa đỏ                          | Điện ảnh      | Đạo diễn hình ảnh |                              | Đang sản xuất |

## Giải thưởng và đề cử
| Năm  | Giải thưởng                               | Hạng mục                   | Tác phẩm                              | Kết quả   | Chú thích |
| ---- | ----------------------------------------- | -------------------------- | ------------------------------------- | --------- | --------- |
| 2001 | Liên hoan phim Việt Nam lần thứ 13        | Quay phim xuất sắc         | Thung lũng hoang vắng                 | Đoạt giải | [ 13 ]    |
| 2004 | Liên hoan phim Việt Nam lần thứ 14        | Kỹ thuật xuất sắc          | Hàng xóm                              | Đoạt giải | [ 13 ]    |
| 2007 | Liên hoan phim Việt Nam lần thứ 15        | Quay phim xuất sắc         | Vũ điệu tử thần                       | Đoạt giải | [ 13 ]    |
| 2009 | Liên hoan phim Việt Nam lần thứ 16        | Quay phim xuất sắc         | Chơi vơi                              | Đoạt giải | [ 31 ]    |
| 2010 | Giải Cánh diều 2009                       | Quay phim xuất sắc         | Chơi vơi                              | Đoạt giải | [ 15 ]    |
| 2015 | Giải Cánh diều 2014                       | Quay phim xuất sắc         | Sống cùng lịch sử và Thầu Chín ở Xiêm | Đoạt giải | [ 32 ]    |
| 2017 | Liên hoan phim quốc tế ASEAN 2017         | Đạo diễn hình ảnh xuất sắc | Đảo của dân ngụ cư                    | Đoạt giải | [ 7 ]     |
| 2017 | Liên hoan phim Việt Nam lần thứ 20        | Quay phim xuất sắc         | Đảo của dân ngụ cư                    | Đoạt giải |           |
| 2017 | Liên hoan phim quốc tế ReelHeart          | Quay phim xuất sắc         | Cha cõng con                          | Đề cử     | [ 22 ]    |
| 2017 | Liên hoan phim quốc tế Arizona lần thứ 26 | Quay phim ấn tượng nhất    | Cha cõng con                          | Đoạt giải | [ 19 ]    |
| 2017 | Liên hoan phim quốc tế Barcelona Planet   | Quay phim xuất sắc         | Cha cõng con                          | Đoạt giải | [ 20 ]    |
| 2017 | Liên hoan phim độc lập Hoa Kỳ lần thứ 6   | Quay phim xuất sắc         | Cha cõng con                          | Đoạt giải | [ 22 ]    |
| 2017 | Liên hoan phim Milano lần thứ 17          | Quay phim xuất sắc         | Cha cõng con                          | Đoạt giải | [ 21 ]    |
| 2018 | Giải Cánh diều 2017                       | Quay phim xuất sắc         | Đảo của dân ngụ cư                    | Đoạt giải |           |